# Nathalie Boutefeu
Nathalie Boutefeu (Digione, 1º gennaio 1968) è un'attrice e sceneggiatrice francese.

## Biografia
Nata e cresciuta a Digione, ha studiato al Conservatorio di Strasburgo ma ha interrotto gli studi per dedicarsi alla recitazione. Attiva in campo teatrale, televisivo e cinematografico, nel 2006 ha vinto il Prix Suzanne Bianchetti per la miglior attrice emergente.
Convive con il montatore Éric Gautier e la coppia ha avuto tre figli.

## Filmografia parziale

### Attrice
- Il sogno della farfalla, regia di Marco Bellocchio (1994)
- Irma Vep, regia di Olivier Assayas (1996)
- Viaggio a titolo privato (Port Djema), regia di Eric Heumann (1997)
- La Maladie de Sachs, regia di Michel Deville (1999)
- Pau i el seu germà, regia di Marc Recha (2001)
- Les Âmes fortes, regia di Raúl Ruiz (2001)
- Son frère, regia di Patrice Chéreau (2003)
- I re e la regina (Rois et Reine), regia di Arnaud Desplechin (2004)
- Un couple parfait, regia di Nobuhiro Suwa (2005)
- Un secret, regia di Claude Miller (2007)
- À l'origine, regia di Xavier Giannoli (2009)
- Polisse, regia di Maïwenn (2011)
- À perdre la raison, regia di Joachim Lafosse (2012)
- Mon âme par toi guérie, regia di François Dupeyron (2013)
- La doppia vita di Madeleine Collins (Madeleine Collins), regia di Antoine Barraud (2021)
- Un couple, regia di Frederick Wiseman (2022)

### Sceneggiatrice
- Un couple, regia di Frederick Wiseman (2022)

## Doppiatrici italiane
- Tatiana Dessi ne I re e la regina, La doppia vita di Madeleine Collins